# Bernhard J:son Ernestam
Bernhard J:son Ernestam, född 15 december 1887 i Askers församling, Närke död 2 maj 1976 i Uppsala, var en svensk rektor och journalist. Han var aktiv inom baptistsamfundet och nykterhetsrörelsen. Under större delen av sitt yrkesliv var han rektor och ledare för Osby samskola (idag Ekbackeskolan). 

## Barndom och uppväxt
Bernhard Ernestam växte upp i Fiskinge i Närke som den äldste av sex bröder. Hans föräldrar Johan och Hanna Johansson var baptister och Ernestam och hans bröder kom att följa i samma fotspår. Fadern Johan ville starta söndagsskola för barn i omgivningen och byggde en mangårdsbyggnad åt familjen med en samlingssal på övre våningen med plats för andakter. Då Bernhard Ernestam var arton år gammal dog fadern, och modern stod ensam med sex pojkar varav den yngste var två år gammal.

## Utbildning
Bernhard Ernestam var den ende av bröderna som kunde studera vidare, delvis tack vare en hjälpsam storbonde. Ernestam avlade sedermera ämbetsexamen i maj 1916 i Uppsala med betyg i matematik, fysik, kemi och mekanik. Ernestam deltog i studenttidens debatter och föreningsliv och var aktiv i bildandet av den Fria Kristliga Studentföreningen (FKS). 
Under studietiden träffade han sin blivande maka Zelmi Forsberg som i Uppsala blev fil. mag. i tyska, engelska och franska. De båda gifte sig 1918 och fick barnen Sonja, född 1922, Stig, född 1925 och Arne, född 1929. Arne Ernestams döttrar är författaren Maria Ernestam och Anna Ernestam, ekonomichef (CFO) på Svenska Röda Korset.

## Yrkesliv
Bernhard Ernestam kom till Osby samskola som lärare 1917. Hans önskan var att göra en insats på undervisningens område och att verka i en skola med kristen målsättning. Han var ordinarie rektor från 1925 till pensioneringen 1955. Hustrun arbetade också på skolan som lärare i moderna språk. Skolans internatverksamhet låg Ernestam varmt om hjärtat och eleverna kom från hela Sverige. Skådespelaren Ernst-Hugo Järegård och Ikeas grundare Ingvar Kamprad är några av de eleverna. Under beredskapstiden 1939–1945 nyttjades skolan delvis av försvarsförband. Planer fanns på hur internateleverna skulle evakueras norrut.

## Engagemang mot nazismen
Ernestam var tidigt kritisk till nazismen i Tyskland. Han började skriva artiklar där han varnade för rörelsen. Som regelbunden medarbetare i Svenska Morgonbladet, tidvis också Expressen, Nerikes Allehanda, senare också Upsala Nya Tidning samt ett antal lokaltidningar, fick han genom sina inlägg stor spridning. Som aktiv politiker för Folkpartiet inom kommunfullmäktige gick det han sade heller inte obemärkt förbi.

## Svenska Baptistsamfundet
Ernestam var aktiv inom baptiströrelsen och tillhörde missionsstyrelsen samt distriktsstyrelsen i Skåne. Hans ställningstagande till förmån för den fria kyrkligheten bottnade i en liberal inställning. Ernestam var också engagerad i baptisternas verksamhet i Vallersvik. 

## Publikationer
- Från studentkorståget till Fria kristliga studentföreningen (F.K.S.).
- Mörkret faller stort och tungt.